# Matsumoto Kōshirō
Matsumoto Kōshirō est un nom japonais traditionnel ; le nom de famille (ou le nom d'école), Matsumoto, précède donc le prénom (ou le nom d'artiste).
Matsumoto Kōshirō (松本幸四郎) est le nom de scène emprunté par une série d'acteurs kabuki de la famille Matsumoto. La plupart d'entre eux sont des parents de sang, même si certains ont été adoptés dans la famille.

Emblème (mon) de la famille Matsumoto

« Kōshirō », comme les autres noms d'acteurs, est accordé (ou abandonné) lors de grandes cérémonies de dénomination appelées shūmei au cours desquelles un certain nombre d'acteurs changent officiellement leurs noms. Bien que la famille Matsumoto fait partie de la guilde Koraiya, il existe de forts liens avec la guilde Naritaya et la famille Ichikawa. Il n'est pas rare que les membres des familles Ichikawa et Matsumoto empruntent les noms des deux familles au cours de leur carrière.
L'emblème (mon) de la famille Matsumoto, quatre fleurs disposées en forme de diamant, est appelé yotsu-hana-bishi (四つ花菱).

## Lignée

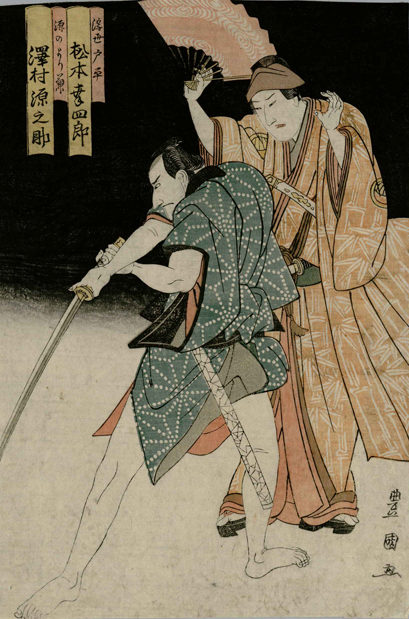
Estampe de 1790 d'Utagawa Toyokuni, scène de duel nocturne avec les acteurs Sawamura Gennosuke et Matsumoto Kōshirō

- Matsumoto Kōshirō I (mai 1716 - mars 1730)[1] - Plus tard connu sous le nom Matsumoto Koshirō (小四郎), il est contraint de changer de nom en 1716 lorsque le fils du shogun et nommé Koshirō ; il devient alors le premier acteur à être appelé Kōshirō (幸四郎?) et transmet alors ce nom.
- Matsumoto Kōshirō II (novembre 1735 - octobre 1754, novembre 1770 - octobre 1772) - Fils adopté de Kōshirō I. Plus tard connu sous les noms Ichikawa Danjūrō IV et Ichikawa Ebizō III.
- Matsumoto Kōshirō III (novembre 1754 - octobre 1770) - Fils de Kōshirō II. Plus tard connu sous les noms Ichikawa Danjūrō V, Ichikawa Ebizō et Ichikawa Hakuen. Un des plus fameux de tous les acteurs kabuki.
- Matsumoto Kōshirō IV (novembre 1772 - octobre 1801) - Disciple d'Ichikawa Danjūrō IV et Kōshirō III (Danjūrō V). Précédemment connu sous le nom Ichikawa Somegorō I, il adopte plus tard le nom Omegawa Kyōjūrō. Réputé pour son habileté à interpréter des rôles de gredins.
- Matsumoto Kōshirō V (novembre 1801 - mai 1838) - Fils de Kōshirō IV.
- Matsumoto Kōshirō VI (mars 1844 - octobre 1846) - Petit-fils de Kōshirō IV. Plus tard connu sous le nom Matsumoto Kinshō I.
- Ichikawa Ebizō V - Sans doute l'acteur le plus populaire du XIXe siècle. Prend le nom Kōshirō en 1855 mais n'est pas compté dans la lignée.
- Matsumoto Kōshirō VII (novembre 1911 - janvier 1949) - Disciple de Danjūrō IX.
- Matsumoto Kōshirō VIII (septembre 1949 - septembre 1981) - Fils de Kōshirō VII. Plus tard connu sous le nom Hakuō I.
- Matsumoto Kōshirō IX (octobre 1981 – présent) - Fils de Kōshirō VIII. Actuel porteur du nom Kōshirō. Se produit dans des pièces de théâtre et des films de genre occidental.

## Source de la traduction
- (en) Cet article est partiellement ou en totalité issu de l’article de Wikipédia en anglais intitulé « Matsumoto Kōshirō » (voir la liste des auteurs).